# Сепата (комуна)
Сепата (рум. Săpata) — комуна у повіті Арджеш в Румунії. До складу комуни входять такі села (дані про населення за 2002 рік):
- Бенерешть (495 осіб)
- Гейнуша (197 осіб)
- Дрегічешть (166 осіб)
- Дялу-Брадулуй (245 осіб)
- Ліпія (217 осіб)
- Мирцешть (368 осіб) — адміністративний центр комуни
- Попешть (309 осіб)
- Турчешть (126 осіб)

Комуна розташована на відстані 110 км на захід від Бухареста, 18 км на південний захід від Пітешть, 85 км на північний схід від Крайови, 124 км на південний захід від Брашова.

## Населення
За даними перепису населення 2002 року у комуні проживали 2123 особи, усі — румуни. Усі жителі комуни рідною мовою назвали румунську.
Склад населення комуни за віросповіданням:
| Релігія                                       | Кількість осіб | Відсоток |
| --------------------------------------------- | -------------- | -------- |
| православні                                   | 2087           | 98,3%    |
| адвентисти                                    | 23             | 1,1%     |
| реформати                                     | 3              | 0,1%     |
| лютерани (Синодально-пресвітеріанська церква) | 1              | < 0,1%   |
| лютерани                                      | 1              | < 0,1%   |